# TransNusa Air Services
TransNusa Air Services ist eine indonesische Fluggesellschaft mit Sitz in Kupang und Basis auf dem Flughafen Ngurah Rai in Denpasar.

## Flugziele
TransNusa Air Services bedient von Denpasar aus Ziele innerhalb Indonesiens. Ab dem 14. Juni 2019 bis Februar 2018 flog sie, in Kooperation mit Air Timor, als internationales Ziel von Kupang aus das osttimoresische Dili an.

## Flotte
Mit Stand November 2024 besteht die Flotte der TransNusa aus sieben Flugzeugen mit einem Durchschnittsalter von 14,2 Jahren:
| Flugzeugtyp     | Anzahl | bestellt | Anmerkungen                                   |
| --------------- | ------ | -------- | --------------------------------------------- |
| Airbus A320-200 | 4      |          | 4 A320 aus den Beständen von Chengdu Airlines |
| Airbus A321-200 | 1      |          | 1 A321 von China Eastern Airlines, 1 Inaktiv  |
| Comac C909-700  | 2      |          |                                               |
| Gesamt          | 7      |          |                                               |

## Ehemalige Flugzeugtypen
- ATR 42-500
- ATR 72-600
- Airbus A320neo
- BAe 146-100
- BAe 146-200
- Fokker F 50
- Fokker 70

## Zwischenfälle
- Am 4. April 2016 kollidierte eine leere ATR 42-600 (Kennzeichen PK-TNJ), die zum Hangar geschleppt wurde mit einer startenden Boeing 737-800 der Batik Air. Es gab keine Verletzten, aber beide Flugzeuge wurden stark beschädigt.[4]